# Olympische Jugend-Sommerspiele 2018/Teilnehmer (Sambia)
| Gelbes Symbol für Goldmedaillen mit stilisierten Olympischen Ringen | Graues Symbol für Silbermedaillen mit stilisierten Olympischen Ringen | Braundes Symbol für Bronzemedaillen mit stilisierten Olympischen Ringen |
| ------------------------------------------------------------------- | --------------------------------------------------------------------- | ----------------------------------------------------------------------- |
| —                                                                   | 1                                                                     | 1                                                                       |

Die Jugend-Olympiamannschaft aus Sambia für die III. Olympischen Jugend-Sommerspiele vom 6. bis 18. Oktober 2018 in Buenos Aires (Argentinien) bestand aus 14 Athleten.

## Athleten nach Sportarten

### Hockey
Jungen
- 4. Platz
- Robson Kunda
- Kennedy Siwale
- Dominic Mulenga
- Simon Banda
- Phillimon Bwali
- David Kapeso
- Andrew Moyo
- Joseph Mubanga
- Jeff Phiri

### Judo
Jungen
- Simon Zulu
Klasse bis 66 kg: 9. Platz
Mixed: 9. Platz (im Team Sydney)

### Leichtathletik
| Mädchen - Niddy Mingilishi 400 m: Bronze | Jungen - Kennedy Luchembe 400 m: Silber |

### Reiten
- Anna Howard
Springen Einzel: 11. Platz
Springen Mannschaft: Bronze

### Schwimmen
Mädchen
- Mia Phiri
50 m Freistil: 36. Platz
50 m Rücken: 30. Platz